# Whatever It May Take
Whatever It May Take är det tyska melodisk death metal-bandet Heaven Shall Burns andra studioalbum, utgivet i november 2002 på Lifeforce Records och i juni 2007 i remastrad utgåva med nytt omslag på samma bolag.
Albumtiteln är en referens till låten med samma namn på thrash metal-bandet Kreators album Outcast.

## Låtlista
Originalutgåva
1. "Intro" (instrumental) – 0:49
2. "Behind a Wall of Silence" – 3:41
3. "The Worlds in Me" – 4:22
4. "The Martyrs' Blood" – 4:16
5. "It Burns Within" – 4:29
6. "Implore the Darken Sky" – 5:09
7. "The Few Upright" – 2:16
8. "Whatever It May Take" – 3:44
9. "Ecowar" – 3:22
10. "Naked Among Wolves" – 4:16
11. "The Fire" – 4:12
12. "Casa de Caboclo" (Point of No Return-cover) – 2:46
13. "Implore the Darken Sky" (classic version) – 5:08

Remastrad utgåva (49:12)
1. "The Few Upright" – 2:17
2. "Behind a Wall of Silence" – 3:40
3. "The Fire" – 4:11
4. "Naked Among Wolves" – 4:17
5. "The Martyrs' Blood" – 4:15
6. "The Worlds in Me" – 4:20
7. "Implore the Darken Sky" – 5:07
8. "Ecowar" – 2:59
9. "It Burns Within" – 4:27
10. "Whatever It May Take" – 3:44
11. "io" (instrumental) – 2:01
12. "Casa de Caboclo" (Point of No Return-cover) – 2:47
13. "Implore the Darken Sky" (classic version) – 5:07

## Medverkande
Musiker
- Marcus Bischoff – sång
- Maik Weichert – gitarr
- Patrick Schleitzer – gitarr
- Eric Bischoff – basgitarr
- Matthias Voigt – trummor

Bidragande musiker
- Andre Moraweck – sång
- Johannes Formella – sång
- Patrick W. Engel – basgitarr

Produktion
- Patrick W. Engel – producent, mixning, mastering
- Dennis Sibeijn – layout, design